# Snabbaste varv

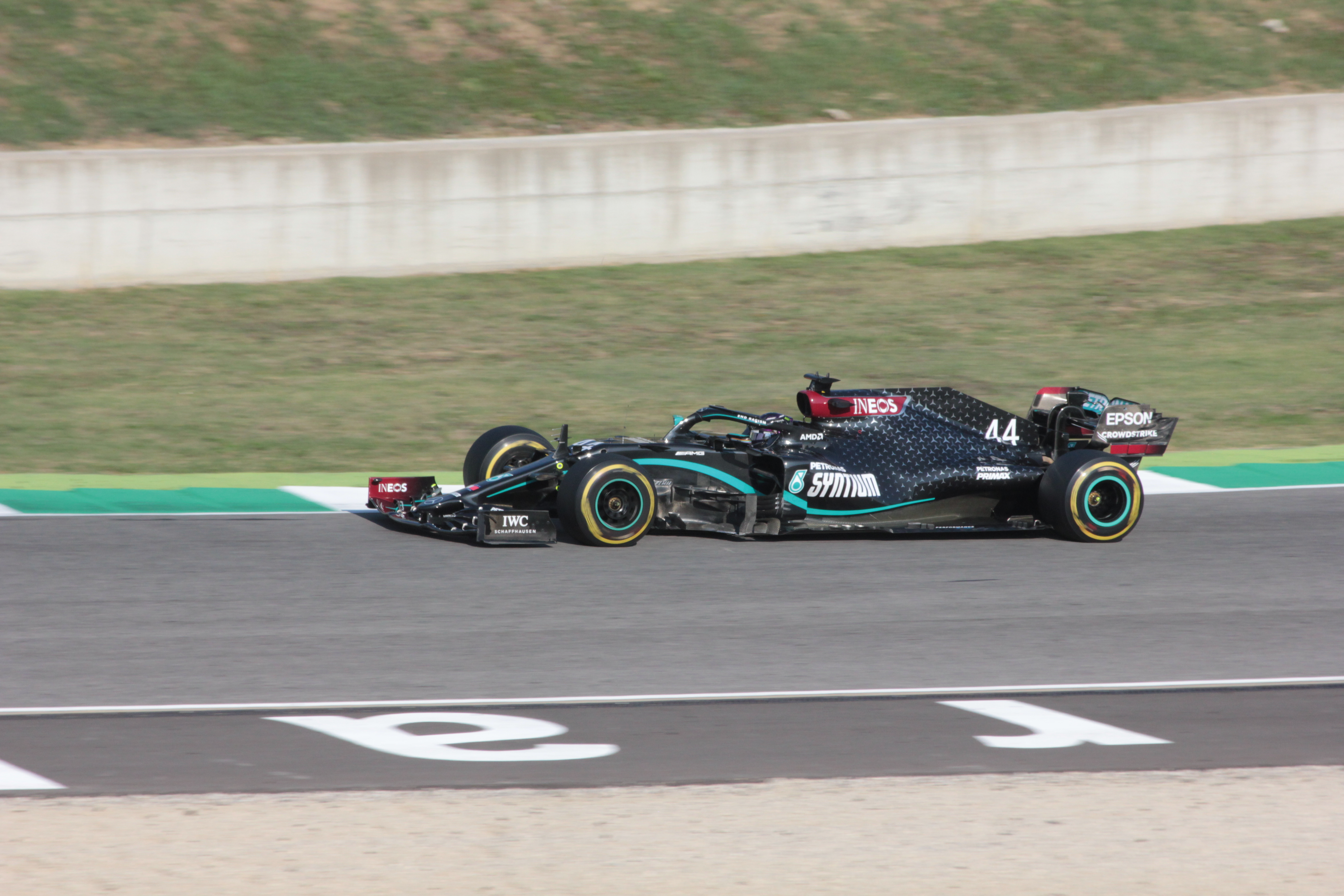
Lewis Hamilton sätter snabbaste varv under Toscana Grand Prix 2020

Snabbaste varv inom motorsport innebär det varv som kördes snabbast under hela loppet. I vissa motorsporter som exempelvis. Formel 1, Formel 2 och Formel E, tilldelas föraren poäng i världsmästerskapet.
Inom MotoGP tilldelas inte någon poäng till föraren som sätter det snabbaste varvet.

## Formel 1
Inom Formel 1 har 135 olika förare satt ett snabbaste varv. Sedan 2007 har DHL Fastest Lap Award tilldelats den förare med flest snabbaste varv under hela säsongen. Sedan 2019 har en extra poäng givits till den förare som sätter snabbaste varvet under loppets gång.
Det snabbaste varvet sätts ofta under de sista varven i loppet. Varvtiden sänks ofta på grund av gummit som bränns in i asfalten och bränslevikten i bilen minskar drastiskt under loppets gång.
| Fetmarkerad | Föraren har tävlat i Formel 1-VM 2025 |

|        | Förare             | Snabbaste varv |
| ------ | ------------------ | -------------- |
| 1      | Michael Schumacher | 77             |
| 2      | Lewis Hamilton     | 67             |
| 3      | Kimi Räikkönen     | 46             |
| 4      | Alain Prost        | 41             |
| 5      | Sebastian Vettel   | 38             |
| 6      | Max Verstappen     | 33             |
| 7      | Nigel Mansell      | 30             |
| 8      | Jim Clark          | 28             |
| 9      | Fernando Alonso    | 26             |
| 10     | Mika Häkkinen      | 25             |
| Källa: |                    |                |